# (11798) Davidsson
(11798) Davidsson (1980 FH5) – planetoida z grupy pasa głównego asteroid okrążająca Słońce w ciągu 4,18 lat w średniej odległości 2,59 j.a. Odkryta 16 marca 1980 roku.